# Юсно, Пьер Транкиль
Пьер Транки́ль Юсно́ (фр. Pierre Tranquille Husnot, 1840—1929) — французский ботаник — бриолог и агростолог.

## Биография
Родился 20 апреля 1840 года в Кане в семье крестьянина. Рано потерял отца, воспитывался матерью. В 1858 году поступил в Гриньонское сельскохозяйственное училище, вскоре после чего начал собирать гербарий флоры окрестностей Парижа.
В 1862 году посетил Англию, в 1863 году — юго-запад Франции, в 1865 году вновь ездил в Англию, в 1866 году — на Канарские острова, в 1868 году — в Южную и Центральную Америку. В 1869 году занимался сбором растений в Юре с Шарлем Гренье, в 1870 году — в Оверне, в 1871 году — в Западных Пиренеях, в 1873 году — в Нормандии, Анжу, Бретани.
В 1874 году Юсно основал научный журнал по бриологии — Revue de Bryologie, до 1926 года был его главным редактором. Он описал на территории Франции 750 видов мхов, а также 150 видов печёночников.
Скончался в Кане 25 мая 1929 года.

## Некоторые научные работы
- Husnot, P. T. Catalogue des cryptogames recueillis aux Antilles françaises en 1868. — Caen, 1870. — 60 p.
- Husnot, P. T. Flore analytique et descriptive du Nord-Ouest. — Caen, 1873. — 203 p.
- Husnot, P. T. Hepaticologia gallica. — Caen, 1875—1885. — 102 p.
- Husnot, P. T. Muscologia gallica. — Caen, 1884—1894. — 458 p.
- Husnot, P. T. Graminées. — Caen, 1896—1899. — 92 p.
- Husnot, P. T. Cypéracées. — Caen, 1905—1906. — 83 p.
- Husnot, P. T. Joncées. — Caen, 1908. — 28 p.

## Роды, названные в честь П. Т. Юсно
- Husnotia E.Fourn., 1885 — Ditassa R.Br., 1810
- Husnotiella Cardot, 1909 — Didymodon Hedw., 1801
- Neohusnotia A.Camus, 1921 — Acroceras Stapf, 1920